# Léon Trulin
Léon Trulin (Ath, Bélgica, 2 de junio de 1897 - Lille, Francia, 8 de noviembre de 1915) fue un detective privado y espía belga, ejecutado por fusilamiento por las autoridades militares alemanas durante la Primera Guerra Mundial.

## Biografía
Léon Trulin nació en Ath, en Bélgica, el 2 de junio de 1897. Fue el penúltimo de una familia de ocho hijos. Su padre era plomero y su madre era trabajadora en la industria peletera. Después de la muerte de su padre, a la edad de 43 años, la familia abandonó su ciudad natal y se mudó a La Madeleine, en el distrito de Lille. A pesar de haber sido criado como católico, Léon estudió en escuelas no religiosas: el colegio Victor Hugo en La Madeleine y el colegio Monge en Lille.
En junio de 1910, para ayudar a su familia a salir de la pobreza, fue contratado como aprendiz en una fábrica de pieles. Se lesionó en un accidente de trabajo y durante su larga recuperación de ocho meses, leyó muchos libros y adquirió una alfabetización cultural poco común para un trabajador de su tiempo. Cuando se curó, encontró trabajo en una fábrica de metales. Por la noche, estudiaba mecanografía y se inscribió en la escuela de Bellas Artes, de la que pasó a ser empleado.
En el verano de 1914, comenzó la Primera Guerra Mundial. En junio de 1915, Léon Trulin fue a Inglaterra para unirse al ejército belga, pero fue rechazado por su aspecto enfermizo. Posteriormente aceptó trabajar en varias misiones de espionaje en el norte de Francia. Con su amigo Raymond Derain creó la red Noël Lurtin (anagrama de su propio nombre) o Léon 143, con la que recolectaron información valiosa que abarcaba desde Ath hasta Bruselas, y de Amberes hasta la frontera con los Países Bajos.
En la noche del 3 al 4 de octubre de 1915, Raymond y Léon, ambos procedentes de Amberes, se dirigieron hacia Putte, Kapellen, en la frontera belga-holandesa. Cruzando la Alambrada de la Muerte, fueron arrestados por una patrulla alemana. Fueron llevados a la cárcel de Béguines en Amberes. Léon estuvo internado en la celda número 176, del 4 al 12 de octubre de 1915. A las 12 de la noche fueron trasladados a la Ciudadela de Lille, donde se unió a más compañeros de la resistencia detenidos, todos ellos adolescentes.
En noviembre de 1915, después de una breve audiencia en la sala del tribunal militar alemán instalada en las oficinas del periódico La Dépêche, en la calle Nationale, se dictó el veredicto: Léon Trulin, Marcel Gotti y Raymond Derain fueron condenados a muerte por un pelotón de fusilamiento. Lucien Dewalf, Marcel Lemaire y André Hermann recibieron quince años de cárcel y cinco años de pérdida de su derecho civil y Marcel Denèque fue puesto en libertad. El veredicto fue presentado dos días después al comandante en jefe de la ciudad, el general von Heinrich, quien ratificó la pena de muerte de Trulin (18 años) sin ninguna posibilidad de indulto, conmutar la pena de muerte de Derain (18 años) y Marcel Gotti (15 años) a cadena perpetua con trabajos forzados y mantener los quince años para Lucien Deswaf (18 años), Marcel Lemaire (17 años) y André Hermann (17 años), pero eliminando la pérdida de sus derechos civiles.
Cuando se le informó sobre el veredicto, Léon Trulin simplemente dijo «Lo hice por mi país». Luego escribió en su diario: «El 7 de noviembre de 1915, a las 4:10, hora francesa, he recibido la sentencia de muerte alrededor de las 3:1/4 am», añadiendo debajo: «Muero por mi país y sin remordimientos. Simplemente estoy muy triste por mi querida madre y mis hermanos y hermanas que sufrirán este destino sin ser culpables». El 8 de noviembre, en las fosas de la Ciudadela, Léon Trulin fue ejecutado por los alemanes.

## Legado
Cuatro monumentos rememoran su importancia en Lille:
- Estatua de Trulin en Les Fusillés lillois de Félix-Alexandre Desruelles, situada en la plaza Daubenton. Fue inaugurada el 31 de marzo de 1929.
- Estatua de Edgar-Henri Boutry, inaugurada en 1934 en la avenida del Pueblo belga y trasladada en 2003 a la calle Léon Trulin.
- Estatua de Félix-Alexandre Desruelles, en el cementerio del este (Lille), pasillo K7.
- Inscripción con el nombre "Trulin" con grandes letras de metal y placa conmemorativa en el lugar de su ejecución, en el muro norte de la ciudadela. El texto, en letras doradas sobre fondo de hormigón, reza: «Aquí Léon Trulin falleció como un héroe el 8 de noviembre de 1915 a la edad de 18 años. "Perdono a todo el mundo, amigos y enemigos". Última carta a su madre».

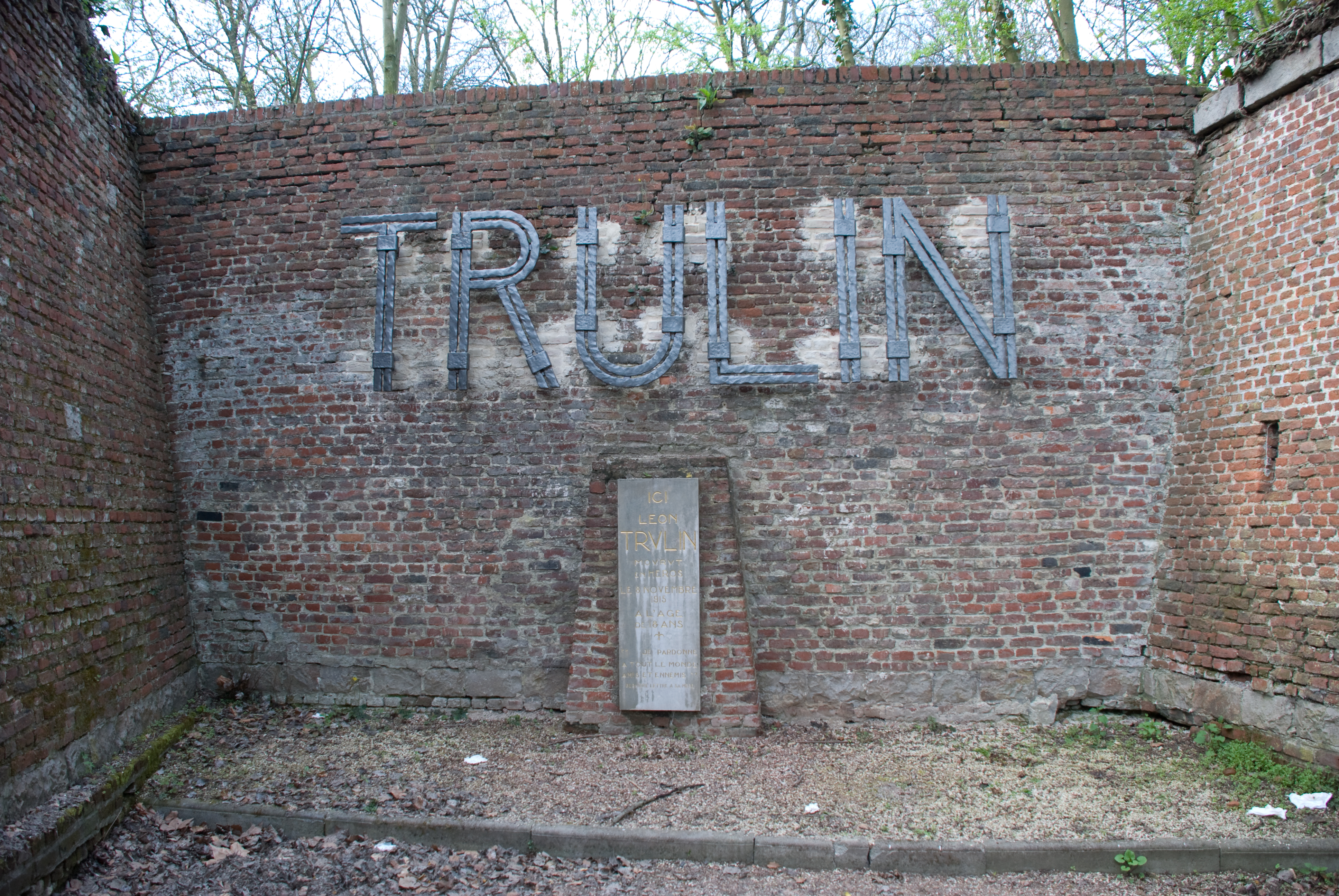
Monumento en el muro norte de la ciudadela de Lille, donde fue fusilado.
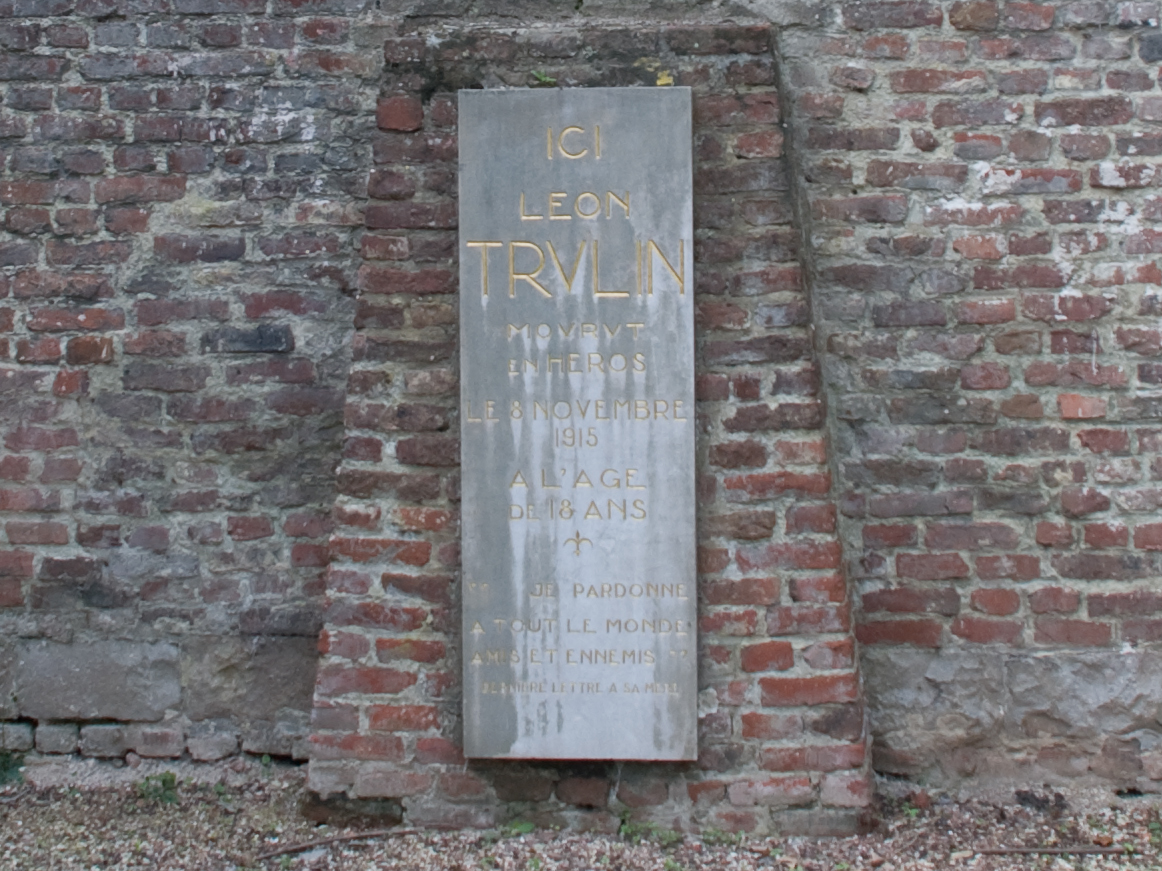
Detalle de la placa conmemorativa de Léon Trulin en la ciudadela.
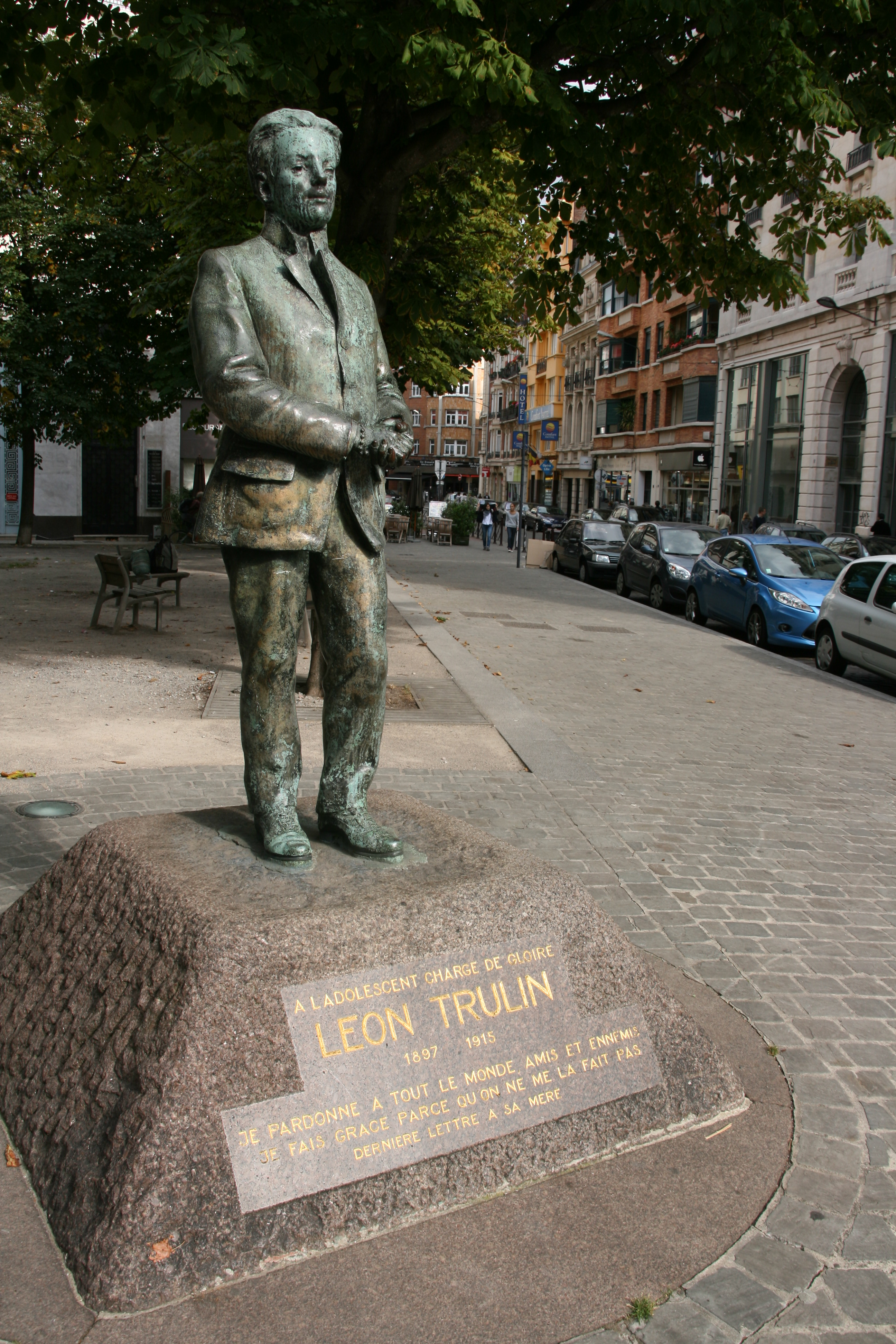
Estatua de Trulin, por Edgar Boutry, en la calle dedicada a su memoria en Lille.
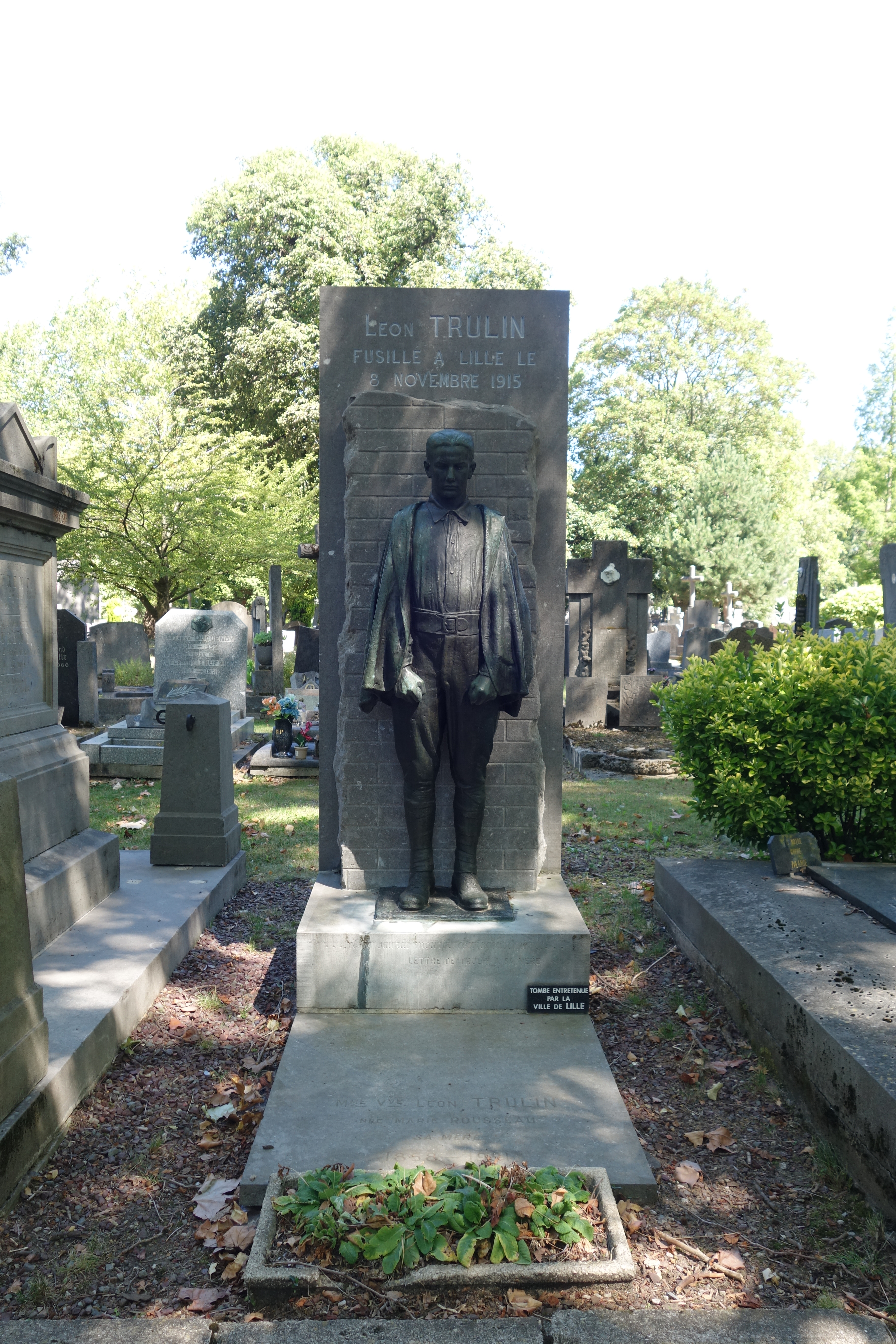
Estatua de Trulin en el Cementerio del Este, por Félix-Alexandre Desruelles.
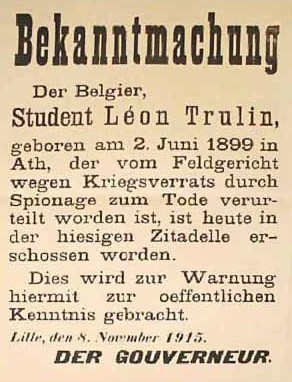
Informe de la ejecución de Léon Trulin. La fecha de nacimiento contiene errores, presumiblemente porque los datos fueron tomados del documento de identidad falso de Trulin.